# Raionul Mena, Cernihiv
Mena (în ucraineană Менський район, transliterat: Menskîi raion) este un raion în regiunea Cernigău, Ucraina. Reședința sa este orașul Mena.

## Demografie
Componența lingvistică a raionului Mena
     Ucraineană (97,54%)
     Rusă (2,14%)
     Alte limbi (0,2%)
Conform recensământului din 2001, majoritatea populației raionului Mena era vorbitoare de ucraineană (97,54%), existând în minoritate și vorbitori de rusă (2,14%).